# Józef Stanek
Blahoslavený Józef Stanek, S.A.C. (6. prosince 1916, Łapsze Niżne - 23. září 1944, Varšava) byl polský katolický kněz a člen kongregace pallotinů. Katolickou církví je uctíván jako blahoslavený mučedník.

## Život
Narodil se 6. prosince 1916 v Łapsze Niżne. Po maturitě roku 1935 na Collegium Marianum ve Wadowicích, vstoupil do noviciátu Společnosti katolického apoštolátu v Sucharach nad Notecią a v roce 1937 začal studovat v kněžském semináři v Ołtarzewě. Roku 1939 během evakuace semináře se dostal do sovětského zajetí, odkud utekl a vrátil se do Ołtarzewa.
Po absolvování filosofických a teologických studií byl roku 1941 vysvěcen ve Varšavě na kněze z rukou arcibiskupa Stanisława Galla.
Po vysvěcení začal tajně studovat na katedře sociologie Varšavské univerzity a byl kaplanem podzemní Armii Krajowej. Dne 1. srpna 1944 se účastnil Varšavského povstání. Pomáhal raněným a umírajícím a civilnímu obyvatelstvu. V posledních dnech povstání nevyužil možnost přepravit se pontonem na druhý břeh Visly.
Během pacifikace Czerniakówa byl zajat Němci, a dne 23. září 1944 byl po mučení oběšen na vlastní štóle v ulici Solec ve Varšavě.
Dne 14. dubna 1945 bylo tělo otce Stanka exhumováno a pohřbeno v masovém hrobě na ulici Solec. Dne 4. března 1946 bylo tělo přeneseno na hřbitov Powązkowski.
Roku 1994 na křižovatce ulic Wilanowskiej a Solec mu byl postaven pomník.

## Beatifikace
Blahořečen byl 13. června 1999 papežem sv. Janem Pavlem II. ve skupině 108 polských mučedníků z doby nacismu.